# Inwestor bierny
Inwestor bierny – inwestor ceniący bezpieczeństwo, który nabywa walory nie w celach spekulacyjnych, lecz jako lokatę kapitału przynoszącą mu stabilny zysk, np. w formie odsetek lub dywidend.